# Adele Schopenhauer
Luise Adelaide Lavinia Schopenhauer, más conocida como Adele Schopenhauer (Hamburgo; 12 de julio de 1797 - Bonn; 25 de agosto de 1849) fue una escritora, poeta y artista alemana. Era hermana del filósofo Arthur Schopenhauer e hija de la novelista Johanna Schopenhauer. Henriette Sommer y Adrian van der Venne fueron seudónimos utilizados por ella.

## Biografía
Schopenhauer nació en Hamburgo, hija de Heinrich Floris Schopenhauer, un hombre de negocios, y su esposa Johanna. Creció en Weimar bajo la influencia de un círculo de artistas y estudiosos que se reunieron en el salón literario dirigido por su madre, pero no recibió educación formal. Tenía un gran talento y se dedicaba a la literatura y la poesía. No solo escribió cuentos de hadas, poemas y novelas, sino que también fue una talentosa artista de recortes de papel. Tanto sus recortes de papel como sus contribuciones literarias han sido reconocidas y apreciadas, especialmente en el mundo de habla inglesa. Era sociable y agradable, pero sus intereses amorosos no eran correspondidos y nunca se casó.

## Pérdida de activos en 1819
En mayo de 1819, la casa bancaria de Danzig Muhl se derrumbó. Johanna y Adele Schopenhauer habían depositado todo el dinero que habían heredado tras la muerte de Heinrich Schopenhauer en 1805 en ese banco, y así perdieron gran parte de sus activos cuando el banco colapsó. Arthur Schopenhauer sabiamente había dejado solo un tercio de sus activos en Muhl y no estaba dispuesto a comprometerse en un acuerdo con Muhl. Este incidente provocó un mayor deterioro de la relación entre las dos mujeres y Arthur, porque en repetidas ocasiones le enviaron cartas, en vano, pidiéndole que aprobara el acuerdo. El desarrollo posterior de la demanda demostró que Arthur tenía razón. Madre e hija llegaron a un acuerdo con una pérdida del 70% y perdieron la mayor parte de su riqueza. Arthur, sin embargo, esperó y se negó a cobrar sus pagarés. Muhl, que era considerado un estratega astuto, intentó hasta el final que Arthur aceptara un acuerdo con la generosa oferta de un 70% de rendimiento de los activos más un rebaño de ovejas. Pero cuando Muhl se recuperó económicamente y volvió a ser solvente, Arthur pudo recuperar todo su dinero algunos años después.
Adele Schopenhauer, amiga cercana de la baronesa Ottilie von Goethe, nuera de Johann Wolfgang von Goethe, visitaba con frecuencia la casa de Goethe en Weimar. Se sabía que ella había llamado a Goethe "padre", y él elogió sus habilidades. 
Esta pérdida de riqueza no estuvo exenta de consecuencias drásticas. Aunque Johanna pudo obtener algunas ganancias a través de su carrera como escritora y Adele retuvo algunos activos residuales porque estaba protegida en parte por su inmadurez, el estilo de vida de las mujeres Schopenhauer en la década de 1820 era muy diferente al de años anteriores. Esto también es evidente en una carta que Adele escribió 17 años después de la pérdida, en la que habla de "falsa prosperidad".

## Traslado a Bonn
Debido al cambio de circunstancias en Weimar y su desfavorable situación financiera, la posición de los Schopenhauer en Weimar aparentemente cayó. Adele pudo, en 1828, persuadir a su madre Johanna para que se mudara a Bonn. Inicialmente no podían permitirse vivir todo el año en Bonn, por lo que se mudaron temporalmente a Unkel, una ciudad más barata. En Bonn, Adele era amiga cercana de Annette von Droste-Hülshoff y de Sibylle Mertens-Schaaffhausen.
Después de la muerte de su madre en 1838, Schopenhauer viajó mucho, principalmente a Italia, hasta que finalmente regresó a Bonn, gravemente enferma, donde murió en 1849 y fue enterrada en el centésimo cumpleaños de Goethe. Su amiga Sibylle Mertens-Schaaffhausen hizo un epitafio conmovedor en italiano. Cuatro días después del funeral de Schopenhauer, Mertens-Schaaffhausen celebró un servicio conmemorativo privado, siguiendo un patrón de la antigüedad clásica, en su jardín en Wilhelmstraße. La tumba de Adele Schopenhauer se encuentra en el antiguo cementerio de Bonn.

## Obras literarias

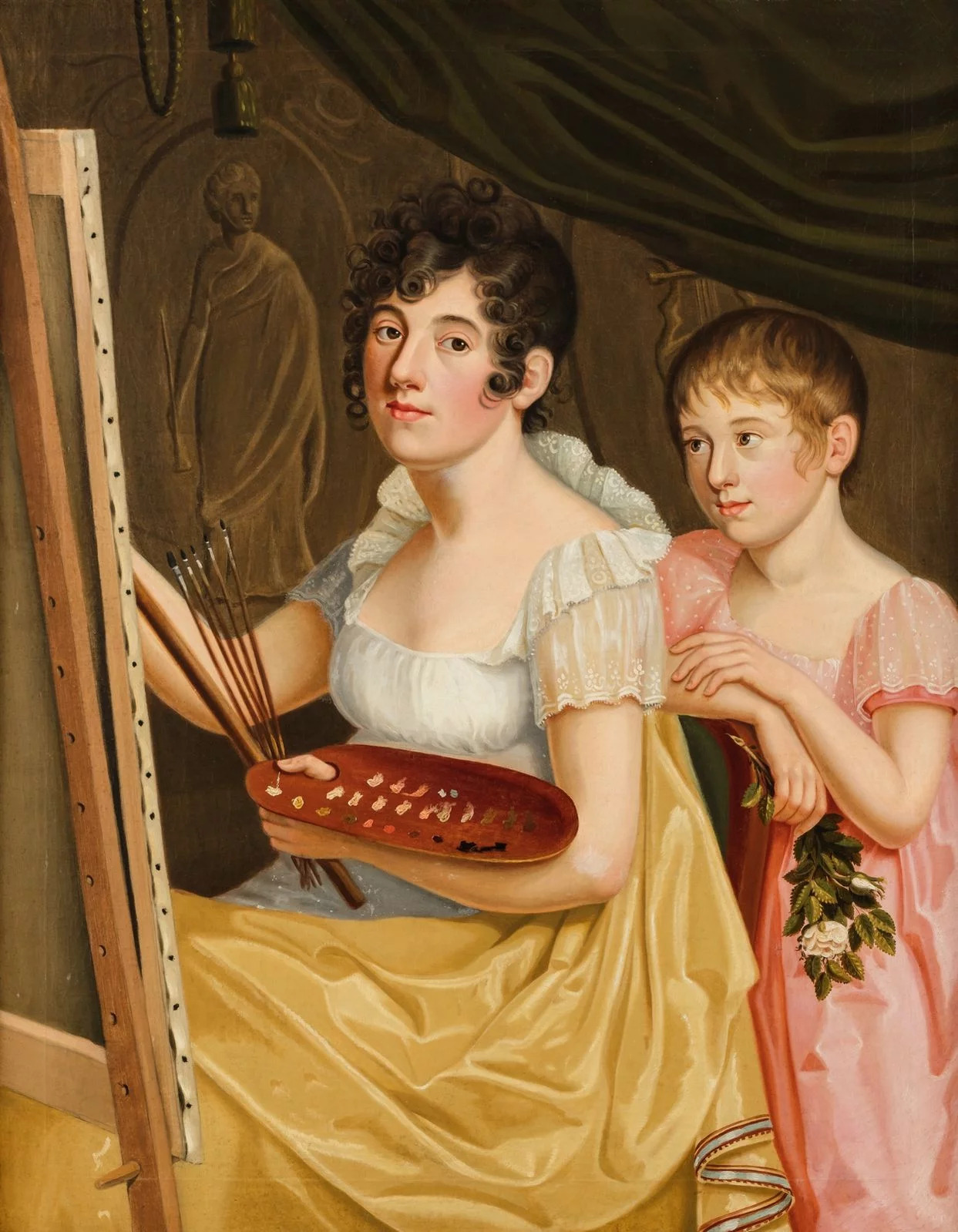
Johanna & Adele Schopenhauer (1806) de Caroline Bardua. Pintura que muestra a Adele junto a su madre Johana.

- Anna. Ein Roman aus der nächsten Vergangenheit [Anna: una novela del pasado más reciente]. Partes 1–2. Leipzig: Brockhaus, 1845.
- Eine dänische Geschichte [Una historia danesa], Braunschweig: Westermann, 1848.
- Gedichte und Scherenschnitte [Poemas y siluetas]. 2 tomos. Editado por H. H. Houben y Hans Wahl. Leipzig: Klinkhardt, 1920.
  - Volumen 1: Poesía
  - Volumen 2: Papercuts
- Haus-, Wald- und Feenmärchen [Cuentos de hadas del hogar, el bosque y las hadas]. Leipzig: Brockhaus, 1844.
- Tagebuch einer Einsamen [Diario de un solitario]. Editado y con una introducción por H. H. Houben. Con siluetas del autor y un apéndice de Rahel E. Feilchenfeldt-Steiner; Múnich: Matthes y Seits Verlag, 1985.
- Florenz. Ein Reiseführer mit Anekdoten und Erzählungen [Florencia: una guía con anécdotas e historias]; 1847/48. Editado por Waltraud Maierhofer. Weimar: VDG, 2007.
- Vom-Niederrhein [Desde el Bajo Rin]. Editado por Ulrich Bornemann. Calendario de Kleverland para el año 2009. Kleve 2008, páginas 99-117. ISBN 978-3-89413-009-1

## Arte en papel de su autoría

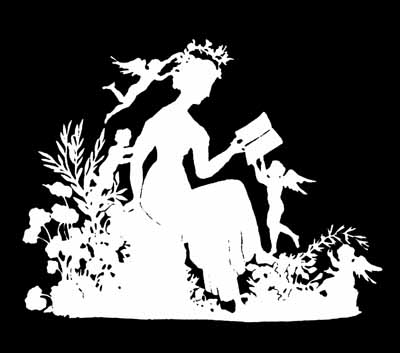
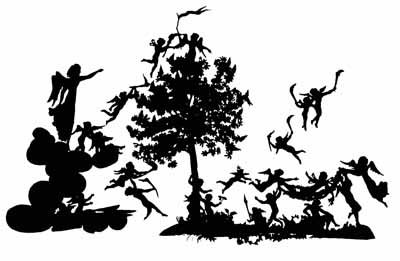
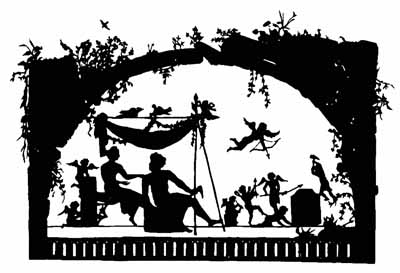
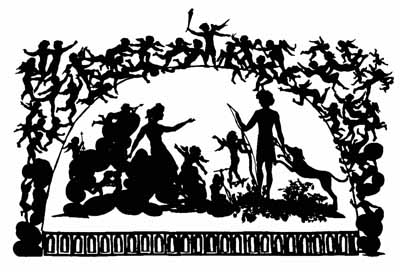
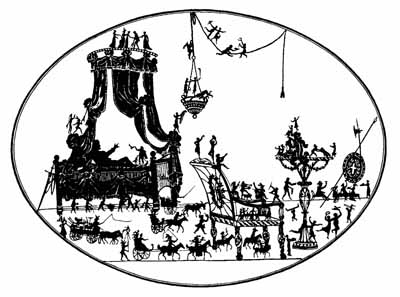